# ژوزف الانگا
ژوزف الانگا (انگلیسی: Joseph Elanga؛ زادهٔ ۲ مهٔ ۱۹۷۹) بازیکن فوتبال اهل کامرون است.
از باشگاه‌هایی که در آن بازی کرده‌است می‌توان به باشگاه فوتبال پائوک، باشگاه فوتبال بروندبی، و باشگاه فوتبال مالمو اشاره کرد.
وی همچنین در تیم ملی فوتبال کامرون بازی کرده‌است.